# Earl of Stradbroke

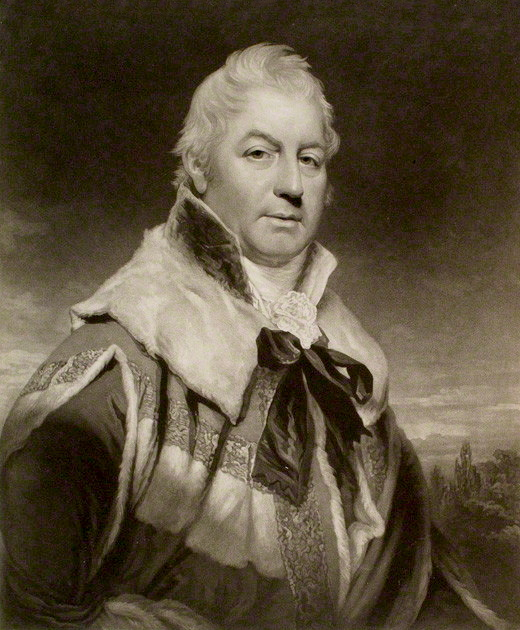
John Rous, 1. Earl of Stradbroke

Wappen der Earls of Stradbroke

Earl of Stradbroke, in the County of Suffolk, ist ein erblicher britischer Adelstitel in der Peerage of the United Kingdom.

## Verleihung, nachgeordnete Titel und weitere Geschichte des Titels
Der Titel wurde am 18. Juli 1821 für John Rous, 1. Baron Rous geschaffen, der zuvor den Wahlkreis Suffolk als Mitglied im House of Commons vertreten hatte. Zusammen mit der Titelverleihung als Earl of Stradbroke wurde ihm der nachgeordnete Titel Viscount Dunwich, in the County of Suffolk, verliehen. Zuvor hatte er bereits 1771 von seinem Vater den Titel 6. Baronet, of Henham in the County of Suffolk, geerbt und wurde am 14. Juni 1796 in der Peerage of Great Britain zum Baron Rous, of Dennington in the County of Suffolk, erhoben.
Sein Nachfolger wurde sein ältester Sohn, der unter anderem später Lord Lieutenant von Suffolk war. Dessen Sohn, der 3. Earl of Stradbroke, fungierte zwischen 1920 und 1926 als Gouverneur von Victoria sowie ebenfalls als Lord Lieutenant von Suffolk. Sein Nachfolger wurde ebenfalls der älteste Sohn, der ebenso als Lord Lieutenant von Suffolk fungierte. Zurzeit ist Titelinhaber der 6. Earl of Stradbroke, ein Neffe des 4. Earl, der seinem Vater 1983 als Earl folgte. Der 6. Earl lebt in Victoria, was ihm in Suffolk den Spitznamen „Aussie Keith“ einbrachte.
Der Titel Baronet, of Henham in the County of Suffolk, war am 17. August 1660 in der Baronetage of England für John Rous geschaffen, der im House of Commons die Wahlkreise Dunwich und Eye vertreten hatte. Dessen Sohn, der 2. Baronet, hatte die Wahlkreise Dunwich und Suffolk im House of Commons vertreten. Nach seinem Tod erbte sein Sohn den Titel als dritter Baronet. Auch dieser war Mitglied des Unterhauses für den Wahlkreis Dunwich. Dessen Neffe, der den Titel als 5. Baronet erbte, vertrat ebenso den Wahlkreis Suffolk im House of Commons. Dessen Erbe war sein ältester Sohn, der oben erwähnte 6. Baronet, dem später die Peerage verliehen wurde.
Der Stammsitz der Familie ist Henham Park bei Blythburgh in Suffolk, wo seit 2006 unter der Leitung von Hektor Rouse das Latitude-Musikfestival stattfindet.
Weitere bekannte Mitglieder der Familie Rous waren Admiral Henry John Rous, der zweite Sohn des 1. Earl, sowie Generalleutnant William Rous, der zwischen 1994 und 1996 Generalquartiermeister der British Army (Quartermaster-General to the Forces) war.

## Liste der Titelinhaber

### Rous Baronets, of Henham (1660)
- Sir John Rous, 1. Baronet (um 1608–1670)
- Sir John Rous, 2. Baronet (um 1656–1730)
- Sir John Rous, 3. Baronet (um 1776–1731)
- Sir Robert Rous, 4. Baronet (um 1687–1735)
- Sir John Rous, 5. Baronet (um 1727–1771)
- Sir John Rous, 6. Baronet (1750–1827) (1821 zum Earl of Stradbroke erhoben)

### Earls of Stradbroke (1821)
- John Rous, 1. Earl of Stradbroke (1750–1827)
- John Edward Cornwallis Rous, 2. Earl of Stradbroke (1794–1886)
- George Edward John Mowbray Rous, 3. Earl of Stradbroke (1862–1947)
- John Anthony Alexander Rous, 4. Earl of Stradbroke (1903–1983)
- William Keith Rous, 5. Earl of Stradbroke (1907–1983)
- Robert Keith Rous, 6. Earl of Stradbroke (* 1937)

Titelerbe (Heir Apparent) ist der älteste Sohn des aktuellen Earls, Robert Keith Rous, Viscount Dunwich (* 1961).